# Mazaeras
Mazaeras is een geslacht van vlinders van de familie spinneruilen (Erebidae), uit de onderfamilie Arctiinae.

## Soorten
- M. conferta Walker, 1855
- M. distincta Rothschild, 1935
- M. francki Schaus, 1896
- M. janeira Schaus, 1892
- M. macasia Schaus, 1924
- M. magnifica Rothschild, 1909
- M. mediofasciata Joicey & Talbot, 1916
- M. melanopyga Walker, 1869
- M. soteria Druce, 1900